# Sally Miller
Sally Miller est une esclave américaine qui fut libérée après une décision de la Cour suprême de Louisiane qui jugea qu'elle était en fait Salomé Müller, une immigrante « allemande ».

## Arrière-plan
Vers 1816, en Europe, un grand nombre de pauvres gens tombés dans la misère cherchaient refuge en Amérique après les récoltes catastrophiques dues à l'Année sans été, aux guerres napoléoniennes et à d'autres difficultés. Ce flot de réfugiés comptait plusieurs familles alsaciennes de Langensoultzbach, dont Daniel Müller, sa femme Dorothea et leurs filles Salomé et Dorothea. Pour payer la traversée, Müller dut signer un contrat de remboursement par lequel il s'engageait à fournir du travail, lui et ses enfants, pendant plusieurs années.
Mme Muller mourut pendant la traversée. En mars 1818, les survivants arrivèrent à La Nouvelle-Orléans où leurs contrats furent vendus à John F. Miller d'Attakapas Parish (aujourd'hui paroisse de Saint-Martin). Quelques semaines après que le père et ses enfants étaient partis pour la plantation, on dit à ses cousins restés à La Nouvelle-Orléans qu'il était mort et qu'on n'était pas arrivé à savoir ce qui était arrivé aux enfants.

## Combat juridique
En 1843, Madame Karl, une amie des Müller remarqua une esclave chez un marchand de vin et elle en vint bientôt à croire qu'il s'agissait de Salomé, maintenant devenue adulte. L'esclave était juridiquement la propriété de Louis Belmonti (quelquefois orthographié Belmonte) et était connue sous le nom de Sally Miller. Elle l'emmena chez Mme Schubert, cousine et marraine de Salomé, et ce fut le début d'un long combat juridique pour savoir si Sally était ou non une esclave.
Les amis allemands de la jeune esclave recoururent aux services d'un avocat qui attaqua en justice non seulement Belmonte, mais aussi John F. Miller, le riche propriétaire auquel Belmonte avait acheté Sally. Belmonte fut bientôt mis hors de cause, après qu'il eut fait valoir qu'il avait acheté (relativement) de bonne foi une fille que Miller avait réduite en esclavage à la mort de son père. Naturellement, John Miller fut indigné de l'accusation et mit en œuvre tout son pouvoir et toute son influence pour compliquer le cas de Sally Miller.
Voici ce que dit The Law Reporter, dans son compte-rendu :
« On a rassemblé autant d'émigrants allemands de 1818 qu'on a pu en retrouver dans la maison de Mrs. Schubert et tous ceux d'entre eux qui avaient quelque souvenir de la petite fille au cours de la traversée, ou qui avaient un peu connu son père et sa mère, ont immédiatement identifié la femme qu'ils avaient devant eux comme étant Salome Muller depuis longtemps disparue. Grâce à tous ces témoins, qui ont déposé au cours du procès, l'identité a été complètement établie. La ressemblance familiale dans toutes ses caractéristiques leur a paru si remarquable, que certains des témoins n'ont pas hésité à dire qu'ils la reconnaîtraient entre dix mille ; que la plaignante était Salome Muller, la fille de Daniel et de Dorothea Muller : ils en étaient aussi certains que de leur propre existence. » Parmi ceux qui ont témoigné devant la Cour figurait la sage-femme qui avait aidé à la naissance de Salome. Elle a attesté qu'il existait certaines marques particulières sur le corps de l'enfant et les chirurgiens nommés par la Cour pour procéder dans ce but à un examen les ont retrouvées exactement comme elles les avait décrites. Il n'y avait aucune trace d'ascendance africaine dans aucune des caractéristiques physiques de Salome Muller. Elle avait des cheveux longs, droits et noirs, des yeux noisette, des lèvres fines et un nez aquilin. Le teint de son visage et de son cou était aussi sombre que celui d'une femme très brune. Il semble toutefois que, pendant ses vingt-cinq années d'esclavage, elle avait été exposée aux rayons du soleil dans le climat chaud de Louisiane, avec la tête et le cou non protégés, comme c'est l'habitude chez les femmes esclaves qui travaillent dans les champs de coton ou de sucre. Les parties de sa personne qui étaient restées à l'abri du soleil étaient relativement blanches. Belmonte, qui se prétendait propriétaire de cette fille, avait obtenu sa possession au moyen d'un acte de vente de John F. Miller, le planteur au service duquel le père de Salome était mort. Ce Miller était un homme riche et considéré, propriétaire de vastes plantations de sucre et jouissant d'une parfaite réputation quant à son honneur et son honnêteté et quant à sa façon fort douce de traiter ses esclaves. Selon un témoignage au cours du procès il aurait dit à Belmonte, quelques semaines après la vente de Salome, « qu'elle était blanche et avait autant de droit que quiconque à être libre et qu'on ne pouvait la retenir en esclavage qu'en la soignant bien et en la traitant convenablement. » Le courtier qui avait négocié la vente de Miller à Belmonte, en 1838, a attesté devant la Cour qu'il pensait à ce moment et continuait à penser que la fille était blanche. L'affaire a été minutieusement exposée par les deux parties, et au bout du compte la Cour suprême a tranché en faveur de la fille, déclarant qu'« elle était libre et blanche et était donc illégalement gardée en esclavage ».
Les deux parties dans ce procès se sont appuyées sur la mythologie raciale de l'époque. C'est ainsi que l'avocat de Sally a soutenu qu'elle ne pouvait même pas être une « quartronne » parce que « la quarteronne est paresseuse, écervelée et extravagante, tandis que cette femme est travailleuse, prudente et réfléchie ».
Une ascendance au moins en partie européenne chez Sally ne garantissait nullement son statut de femme libre ; en fait un grand nombre de personnes d'ascendance majoritairement européenne étaient nées dans l'esclavage et y étaient maintenues en vertu du principe partus sequitur ventrum (littéralement « C'est le ventre qui fait l'esclave »).

## Conséquences
Après que les juges l'eurent libérée, Sally Miller essaya de faire déclarer que ses enfants étaient libres eux aussi puisqu'ils étaient les fils et les filles d'une femme libre. John F. Miller et ceux qui l'appuyaient continuèrent à contester sa prétention d'être une Caucasienne et produisirent un nouveau témoignage attestant qu'elle était partiellement noire et juridiquement née dans l'esclavage. Les décisions ultérieures des tribunaux concernant ses enfants furent toutes des échecs pour elle, si bien qu'ils restèrent esclaves.
Cette décision impopulaire de la libérer avait été cruellement ressentie en Louisiane et dans le Sud, où le mouvement pour l'abolition de l'esclavage était déjà considéré comme une menace pour l'économie et l'agriculture locales. La Cour suprême de Louisiane qui avait libéré Sally Miller fut dissoute par la Commission Constitutionnelle de l'État de Louisiane en 1846, surtout à cause de la décision de cette Cour en faveur de la plaignante. La Cour suprême fut reconstituée le jour suivant mais ni son Président Francois Xavier Martin ni ses collègues n'y retrouvèrent leur siège.

## Littérature
Une version de l'histoire de Sally Miller parut dans les Strange True Stories of Louisiana de George Washington Cable ; on a mis en doute son sérieux du fait que l'intention de Cable aurait été de divertir plutôt que d'exposer en détail les aspects juridiques et les preuves de l'affaire. Mais son tort est peut-être de ne pas vouloir ennuyer le lecteur et de présenter un récit clair et vivant sans se perdre dans les arcanes du droit ; plus proche des faits, il a pu parler avec certains témoins et il comprend bien un aspect important de l’affaire : la solidarité de la colonie allemande qui fait bloc pour défendre une des siennes. On pourra en juger en consultant son livre en ligne.
En 2003 John Bailey a étudié l'histoire de Sally Miller dans un travail documenté et non-romanesque The Lost German Slave Girl. Après avoir pesé les preuves, Bailey conclut que Sally Miller n'était probablement pas Salome, mais une esclave intelligente et courageuse qui « ... a saisi une chance de devenir libre qu'elle ne rencontrerait sans doute plus jamais et elle s'y est accrochée avec une ténacité dont je ne puis qu'être émerveillé. »